# Прейслер, Иоганн Мартин
Иоганн Мартин Прейслер, или Прайсслер (нем. Johan Martin Preisler, Preissler; 14 марта 1715, Нюрнберг — 17 ноября 1794, Копенгаген) — немецкий гравёр. Член большой художественной семьи живописцев, рисовальщиков и гравёров из Нюрнберга, представители которой работали на протяжении трёх веков. Работал в Париже, а затем переехал в Данию в Копенгаген .

## Биография
Иоганн Мартин Прейслер родился в Нюрнберге, в семье живописца, рисовальщика и гравёра Иоганна Даниэля Прейслера, директора Нюрнбергской академии изобразительных искусств (Nürnberger Kunstakademie), и Анны Фелиситас, урождённой Риднер. Его дедом был художник Даниэль Прейслер (1627—1665). Четверо его братьев и сестёр также были известными художниками: Иоганн Юстин Прейслер (1698—1771), Георг Мартин Прейслер (1700—1754), Барбара Елена Прейслер, жена художника Вильгельма Эдинга (1700—1754), и Валентин Даниэль Прейслер (1717—1765).

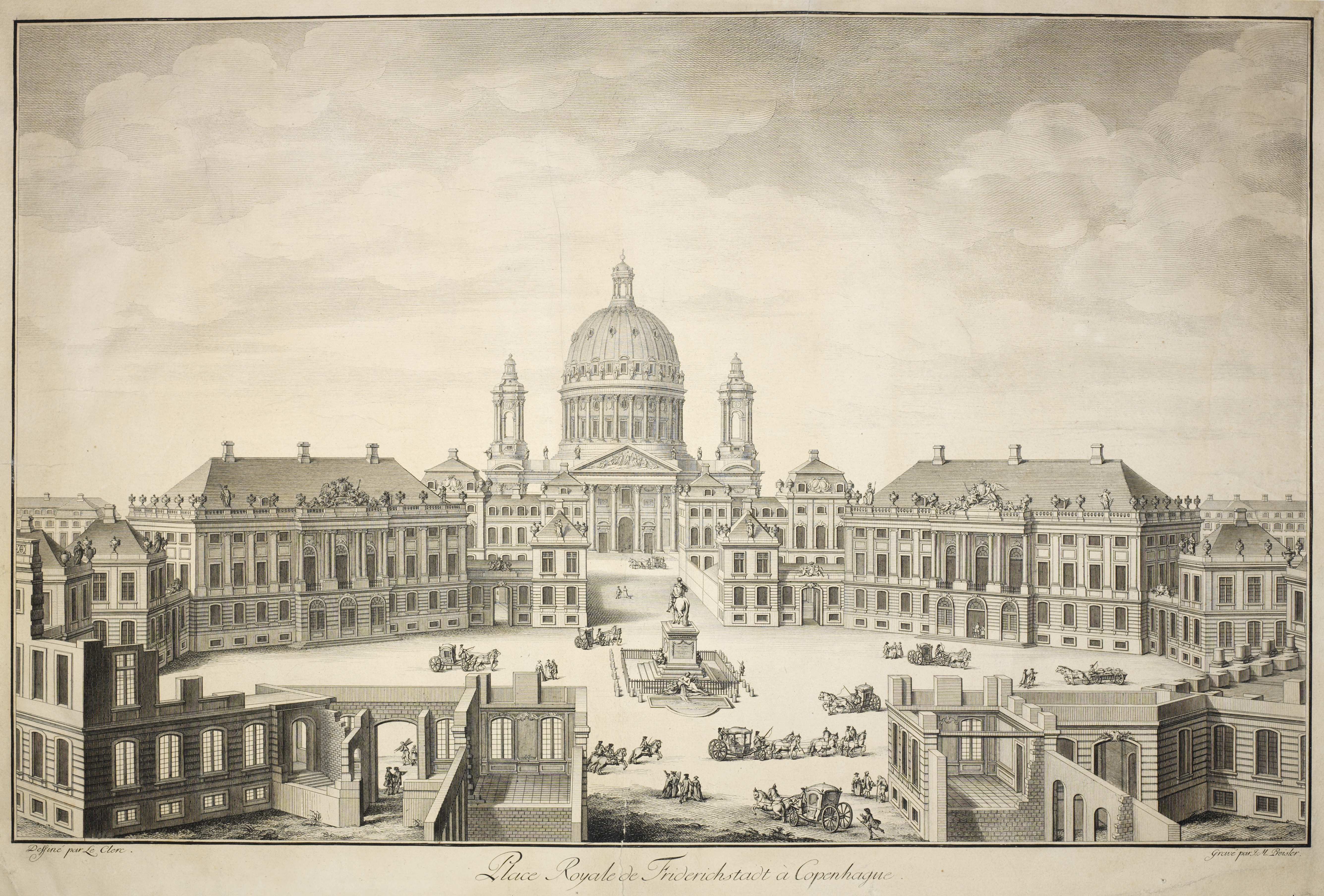
Королевская площадь Фридрихштадта в Копенгагене. 1766. Офорт

Иоганн Мартин был учеником отца и брата Георга Мартина Прейслера. Его гравюра 1737 года по картине Гвидо Рени «Встреча Давида и Авигеи» была замечена в Париже гравёром Лораном Каром (1669—1771), который в 1739 году предложил ему место в своей мастерской. Таким образом, Прейслер стал сотрудником таких талантливых людей, как гравёр Георг Фридрих Шмидт (1712—1775) и Иоганн Георг Вилле (1715—1808), с которыми он подружился. Он гравировал несколько страниц по мотивам работ живописца Шарля Лебрена (1619—1690) для книги рисовальщика и гравёра Жана-Батиста Массе о Версале, для кардинала де Буйона по мотивам картин Гиацинта Риго и Жана-Батиста Пьера.
Датский дипломат Й. Х. Э. Бернсторф, заметивший талант Прейслера в Париже, пригласил его в Копенгаген, где тот стал придворным гравёром, а с 1754 года — профессором Академии изящных искусств Шарлоттенборг. В 1777 году он был назначен статским советником, а затем членом Императорской академии Аугсбурга (l’Académie impériale de Augsburg). Он создал серию гравюр «Короли Дании» для произведения немецкого историка Иоганна Генриха Шлегеля, а также множество других гравюр по живописным оригиналам Гвидо Рени, Рафаэля, иногда по собственным рисункам.
В 1784 году он женился на Анне Софи Шукманн (1720—1880), дочери профессора Ростокского университета. Зимой он жил во Дворце Академии в Шарлоттенборге, а летом — в доме Грамлилль в коммуне Люнгбю, к северу от Копенгагена. Там он создал сообщество немецких поэтов, проживавших тогда в Копенгагене, и в первую очередь знаменитого поэта Клопштока, который, в частности, написал поэму о Прейслере (Der Eisläufer).
Сыновьями Прейслера были гравёр Иоганн Георг Прейслер (1757—1831) и актёр и писатель Иоахим Даниэль Прейслер (1755—1809), муж актрисы Мари Катрин Прейслер (1761—1797).

## Галерея

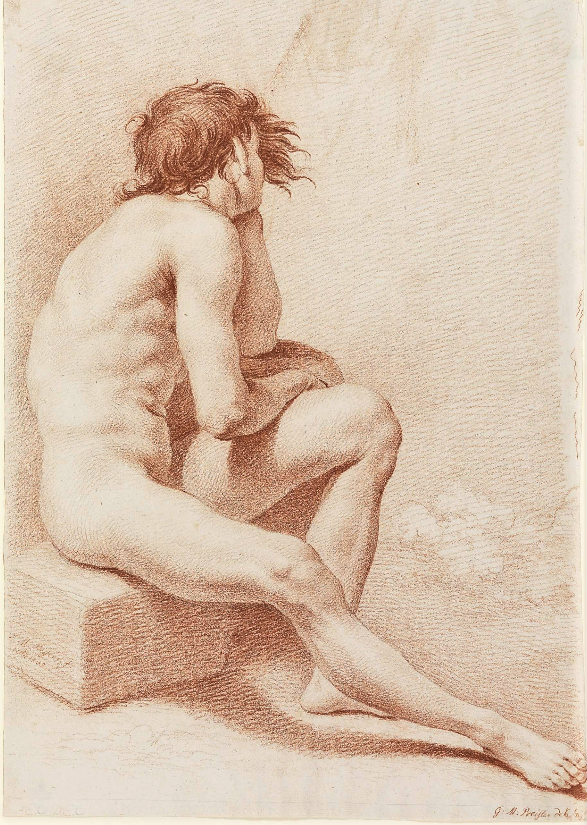
Сидящий натурщик. 1735. Бумага, сангина. Музей герцога Антона Ульриха, Брауншвейг
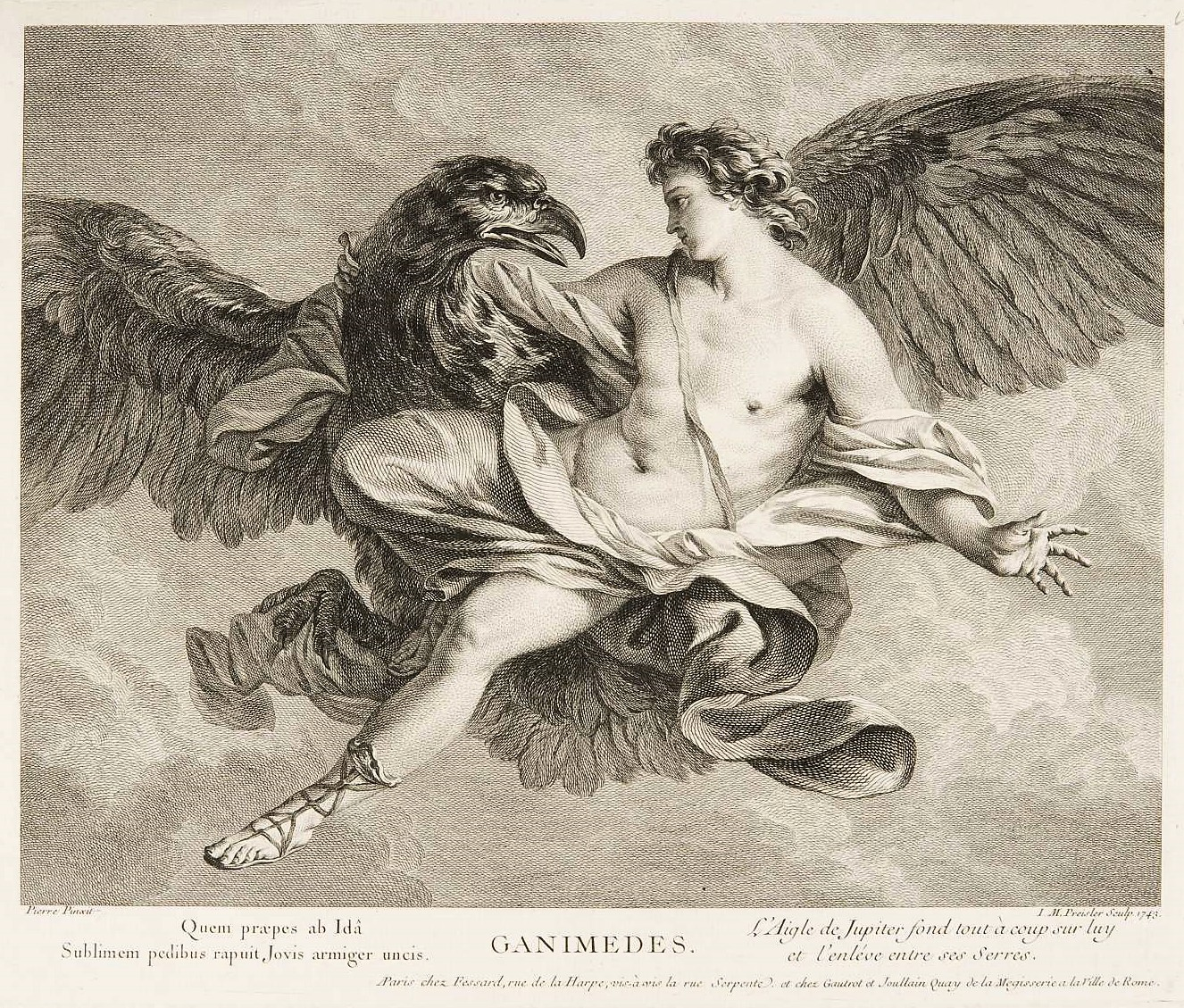
Ганимед. По оригиналу Ж.-Б. М. Пьера. 1743. Офорт
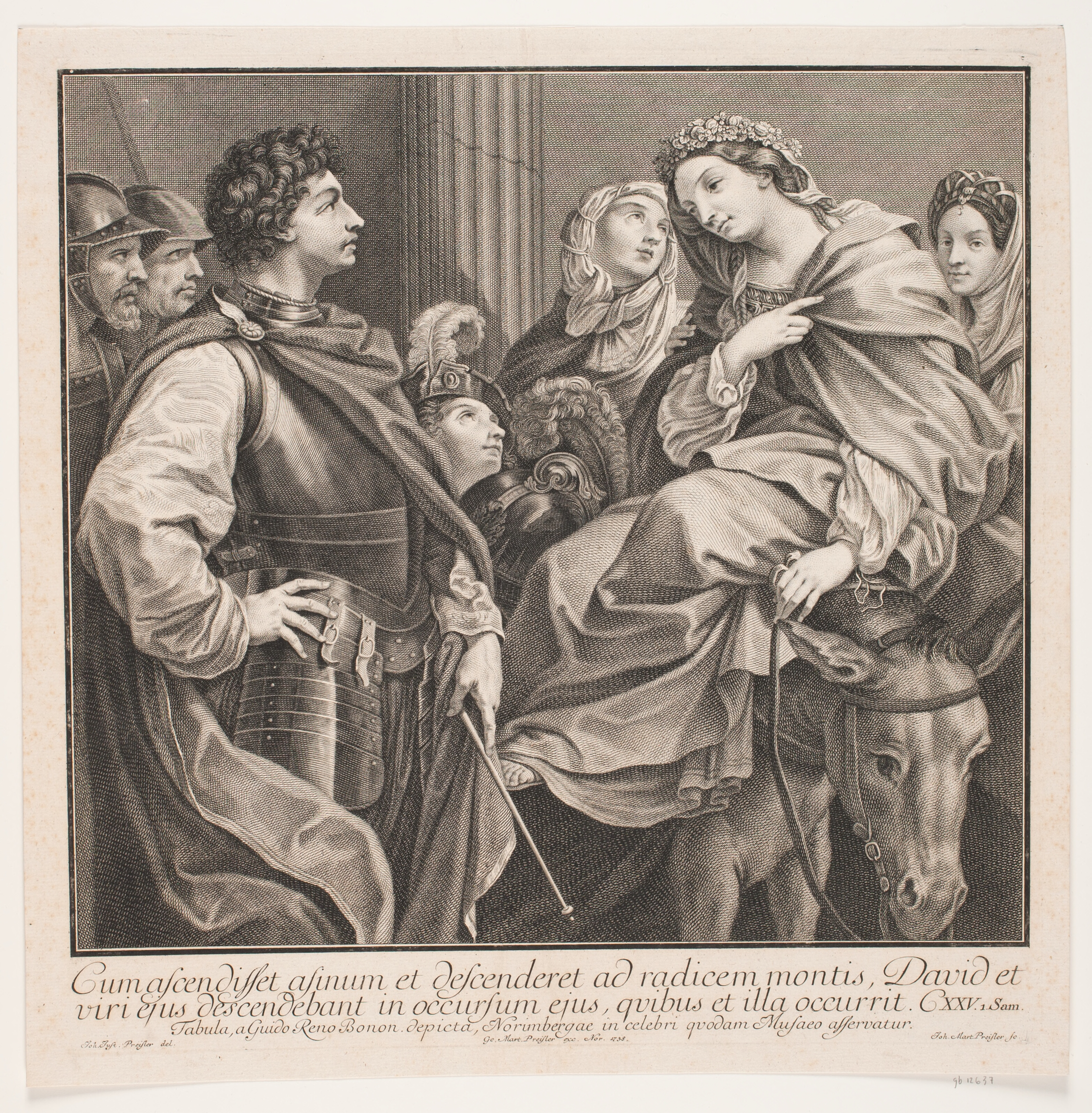
Встреча Давида и Авигеи. По картине Г. Рени. 1737. Офорт, резец
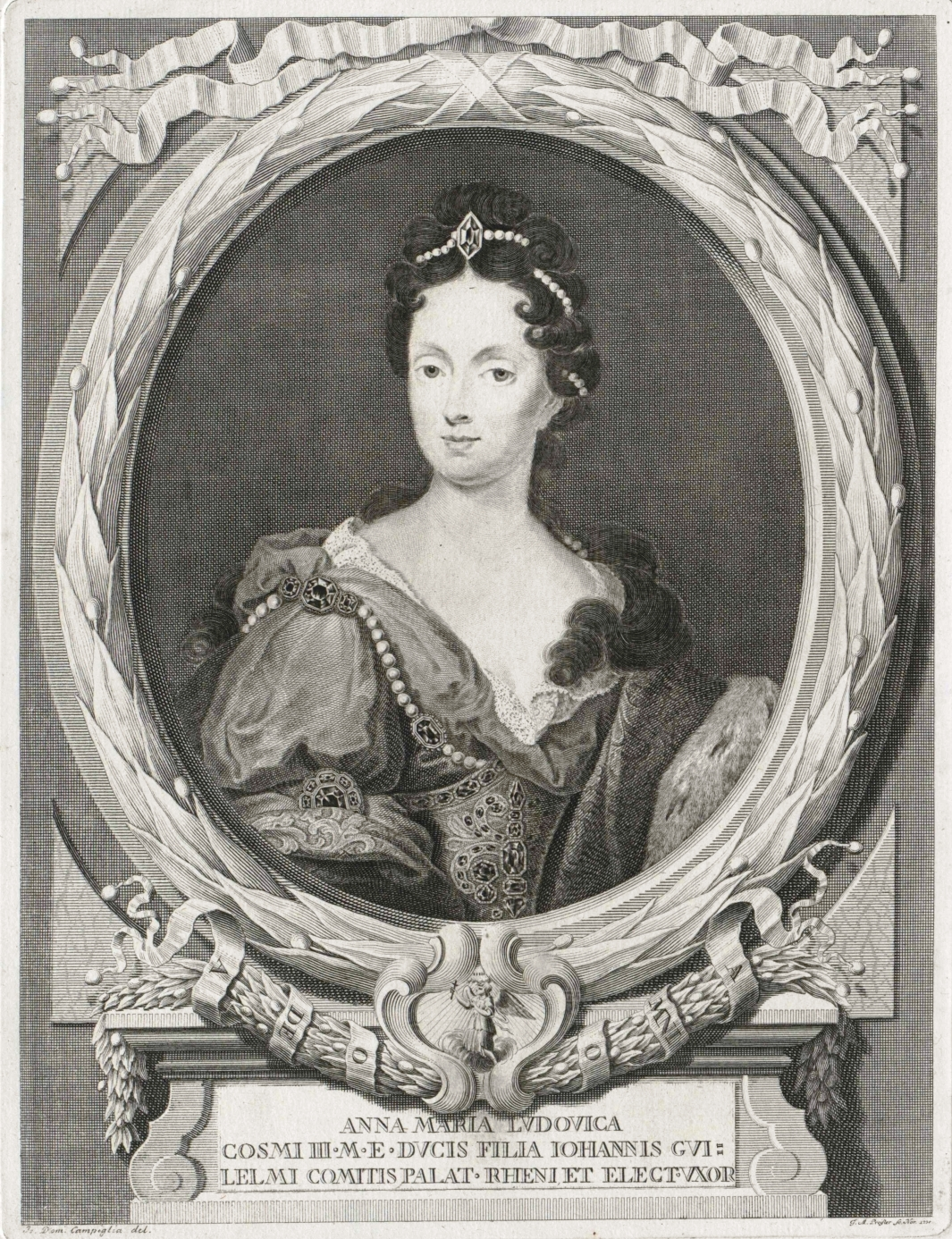
Анна Мария Луиза де Медичи. По оригиналу Дж. Д. Кампильи. До 1795. Офорт, резец
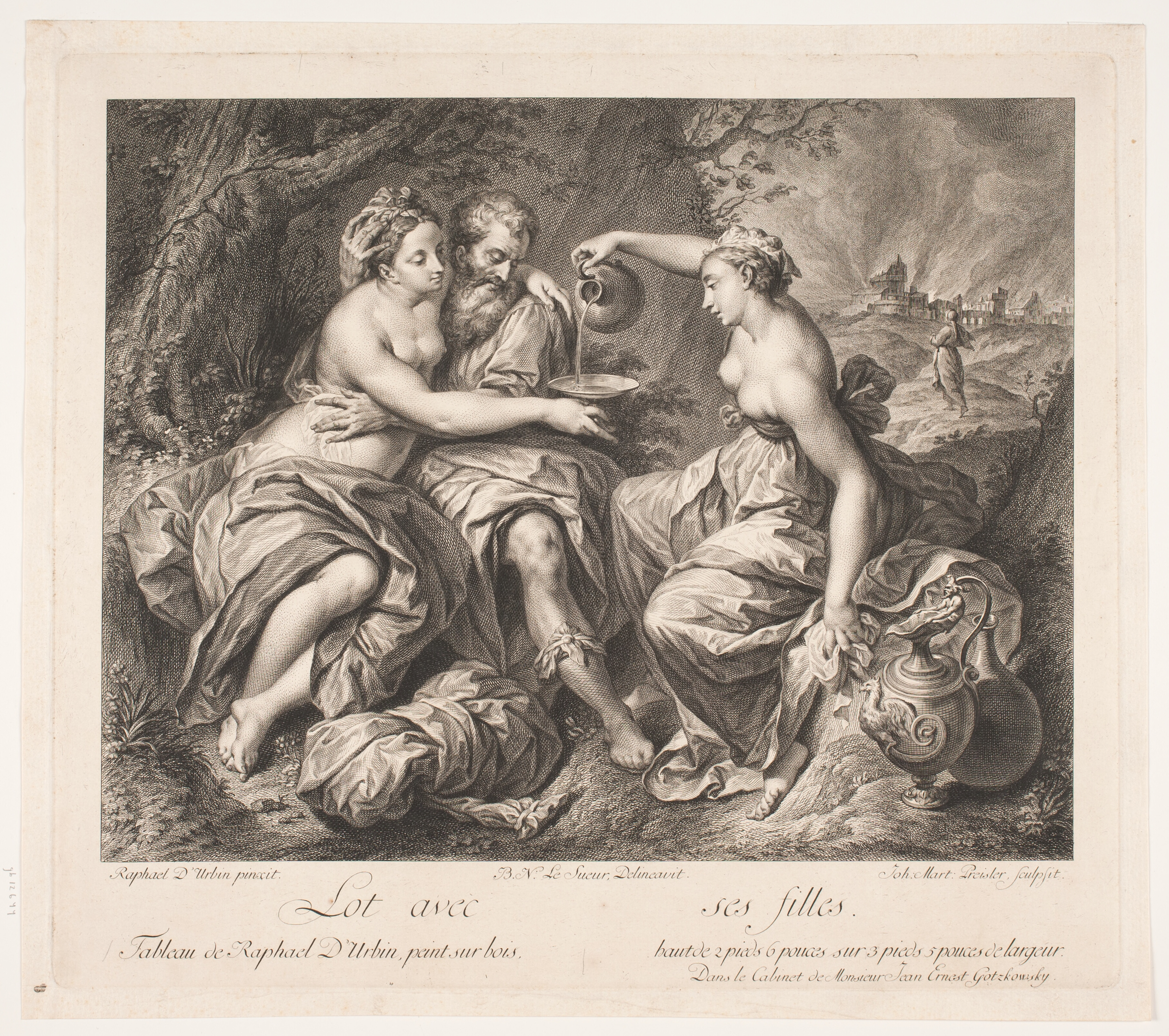
Лот с дочерьми. По оригиналу Рафаэля. Офорт
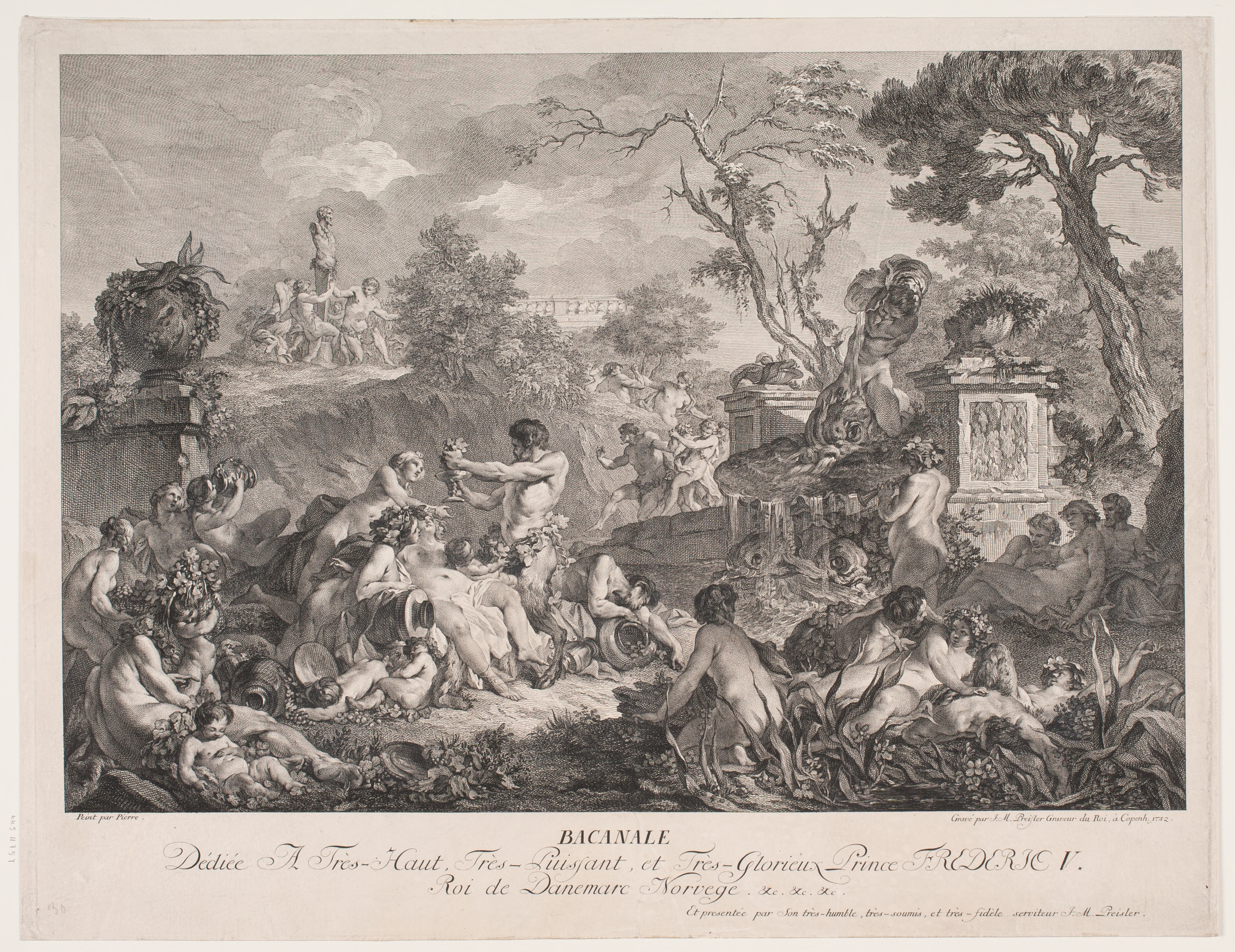
Вакханалия. Ок. 1751. Офорт